# Karl Pink
Karl Pink (Vienna, 18 giugno 1884 – Vienna, 15 agosto 1965) è stato un numismatico austriaco.

## Biografia
Karl Pink frequentò il Gymnasium a Meidling fino alla Matura. Dal 1905 al 1909 studiò filologia classica all'Università di Vienna. Nel 1910 entrò nell'ordine Ordine cistercense all'abazia di Wilhering (con il nome di Severin), studiò teologia cattolica e fu consacrato sacerdote nel 1914. In seguito ha insegnato greco e latino al Gymnasium di Wilhering. Nel 1922 divenne pastore a Penzing.
Dal 1928 lavorò come "custode" al Münzkabinett del Kunsthistorisches Museum di Vienna sotto la direzione di Fritz Dworschak. 
Nell'ambito del suo lavoro al Münzkabinett riordinò le antiche raccolte secondo principi moderni e condusse una riorganizzazione del materiale librario per argomento.
Nel 1933 Pink ottenne l'abilitazione in numismatica all'Università di Vienna con il lavoro Die Münzprägung der Ostkelten und ihrer Nachbarn ("La coniazione dei celti orientali e dei loro vicini"). Divenne docente privato e poi parte del corpo docente di numismatica all'università di Vienna.
Nel 1938, dopo l'Anschluss, Karl Pink fu allontanato per motivi razziali e politici. Già il 12 marzo 1938 gli fu impedito da colleghi in uniforme marrone l'ingresso al Kunsthistorisches Museum. Non poté più tenere il suo corso e le esercitazioni di numismatica all'Università di Vienna dal semestre estivo del 1938.
Dopo la seconda guerra mondiale, dal 1945 fino alla pensione nel 1946, lavorò nuovamente al Kunsthistorisches Museum come conservatore delle monete antiche. Dal 1946 insegnò come "professore titolare"  di nuovo all'Università di Vienne fino al 1954. Uno dei suoi allievi più importanti fu Robert Göbl.
I campi di ricerca principali di Karl Pink furono la monetazione imperiale romana, specialmente quella del III secolo e la monetazione celtica.

## Pubblicazioni
Un elenco delle pubblicazioni è nel Numismatische Zeitschrift 81, 1965, p. 77–78 (on-line).

## Premi
Nel 1950 il suo lavoro di numismatico è stato premiato con l'assegnazione della medaglia della Royal Numismatic Society e nel 1959 la Eckhel-Medaille della Österreichische Numismatischen Gesellschaft, di cui era anche membro d'onore.